# Acantilado Mil Budas
Acantilado Mil Budas (en chino: 千佛崖; pinyin: Qiānfó Yá) es un sitio histórico, en su mayoría con grabados rupestres de la dinastía Tang, en el centro de la provincia de Shandong, en China. A lo largo de un acantilado de 63 metros de longitud, se han registrado más de 210 estatuas con 43 inscripciones. La mayoría de las estatuas fueron talladas entre los años 618 y 684.
El Acantilado Mil Budas se encuentra cerca de la aldea de Liubu, en el Condado de Licheng, bajo la administración de la ciudad de Jinan, unos 33 kilómetros al sureste de la ciudad de Jinan propiamente dicha.